# Acanthomyops pubescens
Acanthomyops pubescens é uma espécie de inseto do gênero Acanthomyops, pertencente à família Formicidae.